# Rybaxel
RybAxel foi uma dupla de luta profissional composta por Curtis Axel e Ryback, que trabalhou na WWE. O nome da equipe é formado em uma junção do nome no ringue de ambos.
Além de servirem para Paul Heyman sob suas novas identidades, ambos eram ex-membros do Nexus como Skip Sheffield (Ryback) e Michael McGillicutty (Axel).

## História
Como "Paul Heyman Guys", Ryback e Axel começaram a trabalhar juntos no final de 2013 para ajudar Heyman em sua rivalidade com CM Punk. Eles fizeram sua estréia como uma tag team em 15 de novembro em um episódio do SmackDown enfrentando CM Punk e Daniel Bryan com o final do combate terminando em dupla desqualificação. Após a sua dissociação com Heyman, Axel e Ryback continuaram como uma equipe, com o time sendo nomeado 'RyBaxel pelo comentarista John Layfield. No episódio de 06 de dezembro do SmackDown, Rybaxel derrotaram os Campeões de Duplas de WWE Cody Rhodes e Goldust em um combate sem os título em jogo, para ganharem uma oportunidade pelos títulos. Rybaxel recebeu sua luta pelo título em 15 de dezembro no TLC: Tables, Ladders & Chairs, mas foram derrotados pelos Rhodes em uma partida de eliminação de quatro duplas, também envolvendo Big Show e Rey Mysterio e os Real Americans (Antonio Cesaro e Jack Swagger). Em 23 de fevereiro de 2014, durante o Pré-Show, Rybaxel foram acompanhados ao ringue por Larry Hennig, mais uma vez perdendo para Cody Rhodes e Goldust. No episódio de 28 de março do SmackDown, Rybaxel juntamente com várias outras equipes atacaram a The Shield sob as ordens de Kane e foram recompensados com uma luta pelo WWE Tag Team Championship na WrestleMania XXX.

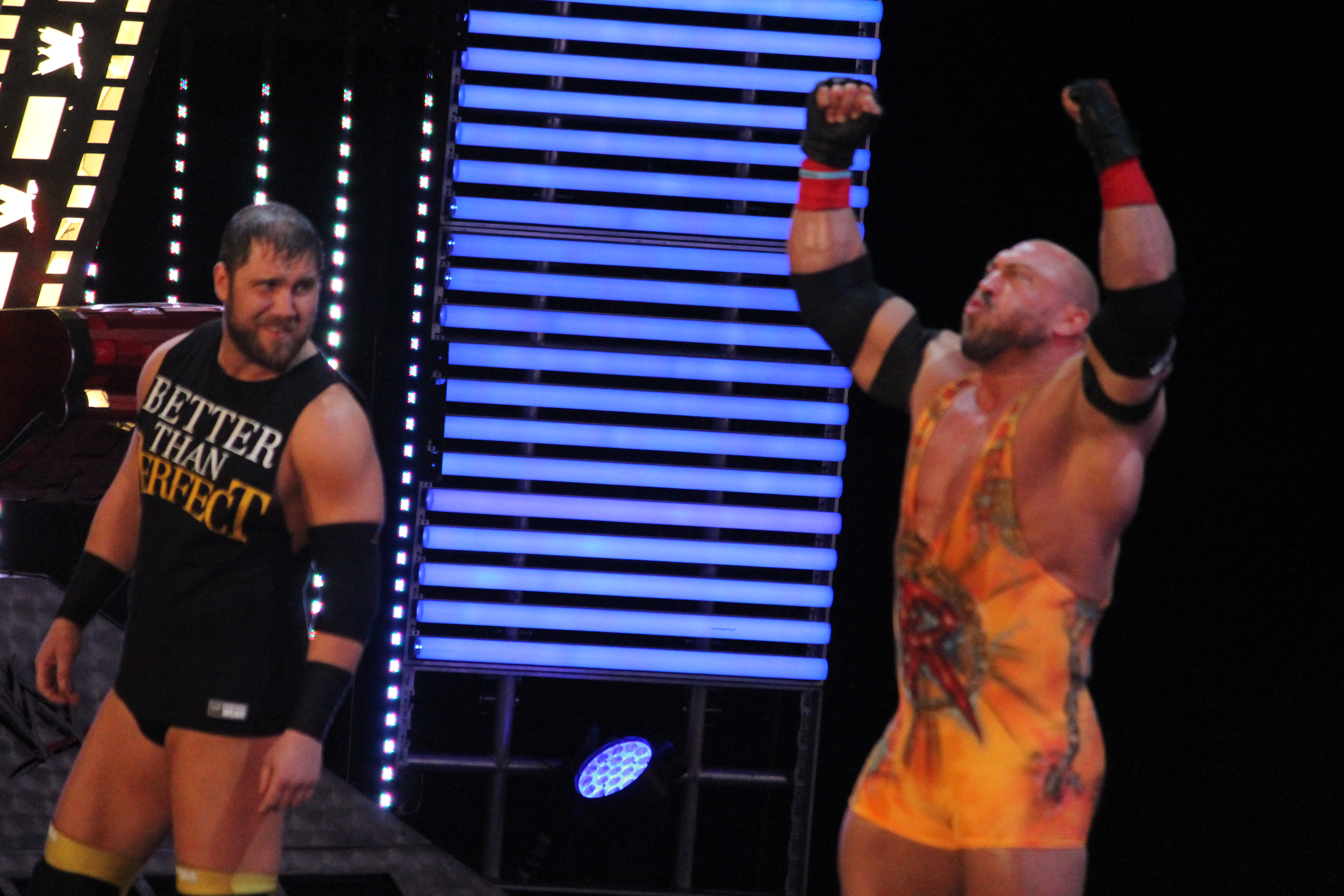
RybAxel em abril de 2014

Em 6 de abril de 2014 no pré-show da WrestleMania XXX, Rybaxel foram derrotados pelos Campeões de Duplas da WWE The Usos em um combate de eliminação de quatro duplas, que também incluiu Los Matadores e os Real Americans. Em 14 de abril no episódio do Raw, Ryback e Axel, juntamente com outros nove superstars mais uma vez atacou a The Shield sob as ordens de Triple H. Rybaxel depois começou uma série de vitórias, que ganhou outra luta pelos títulos de duplas em 28 de abril de 2014 no episódio do Raw, mas foram novamente derrotados pelos The Usos. Cinco dias depois, no SmackDown, a The Authority incluiu Ryback e Axel em um combate pelo WWE United States Championship, juntamente com Alberto Del Rio e o então campeão Dean Ambrose. Ambrose venceu a partida depois de fazer o pin sobre Axel. Em 05 de maio de 2014 no episódio do Raw, Axel e Ryback receberam outra chance pelo título, quando eles participaram de uma 20-man Battle Royal pelo título, mas mais uma vez não conseguiram ganhar o título quando ambos foram eliminados por Ambrose.
Em 1 de Junho no Payback, Rybaxel derrotaram Cody Rhodes e Goldust, o que levou a Rhodes dizer para Goldust arranjar um parceiro melhor. Na noite seguinte no Raw, Rybaxel derrotou a equipe de Goldust e Sin Cara, que Rhodes tinha escolhido como seu substituto no combate. Na semana seguinte, no Raw, Rybaxel derrotaram Goldust e R-Truth, que também foi escolhido por Rhodes. Em 17 de junho episódio do Raw, Rybaxel foi derrotado pela equipe de Goldust e Stardust, que era o novo personagem de Cody Rhodes. NoMoney in the Bank, eles novamente foram derrotados pela dupla. Em 2 de julho, foi anunciado que Ryback e Axel wcompetiriam na battle royal pelo vago Intercontinental Championship no Battleground, mas nenhum dos dois conseguiu vencer. Em 26 de agosto de 2014, Ryback sofreu uma lesão na hérnia, se afastando por 2 meses. Porém, quando voltou em 27 de outubro, ele não foi mais visto com Axel, encerrando assim a parceira de ambos.

## No wrestling
- Movimentos de finalização de Curtis Axel
  - Axehole (Hangman's Facebuster)
  - Perfect-Plex (Bridging cradle suplex)[7] – adaptado de seu pai
- Movimentos de finalização de Ryback
  - Meat Hook Clothesline (Running Lariat)
  - Shell Shocked (Cradle suplex correndo e caindo em um horizontal muscle buster)[8][9][10][11]
- Managers
  - Paul Heyman
  - Larry Hennig
- Temas de entrada
  - "Meat On the Perfect Table" por Jim Johnston[12] (31 de março de 2014–26 de agosto de 2014)

## Campeonatos e Realizações
- WWE
  - WWE Intercontinental Championship (1 vez) – Curtis Axel[13]